# Hanhilahti
Hanhilahti är en sjö i Finland. Den ligger i kommunen Karleby i landskapet Mellersta Österbotten, i den centrala delen av landet, 400 km norr om huvudstaden Helsingfors. Hanhilahti ligger 123 meter över havet. Arean är 14,6 hektar och strandlinjen är 2,93 kilometer lång. Sjön  ingår i Perho å huvudavrinningsområde.   I omgivningarna runt Hanhilahti växer i huvudsak blandskog.